# Князья Чинь
Князья Чинь (вьет. Chúa Trịnh, тьы-ном 主鄭, тюа чинь); 1545—1787 — род, контролировавший во время правления династии Ле часть территории страны. Как и князья Нгуен, декларировали верность императору, но на самом деле стремились к господству при номинальном императоре. В литературе их иногда называют вьетнамскими сёгунами.
Основоположником рода был Чинь Кха, друг и советник средневекового вьетнамского императора-освободителя Ле Лоя. Примерно десять лет Чинь Кха был регентом при малолетнем Ле Нян Тонге.

## Союз с Нгуенами

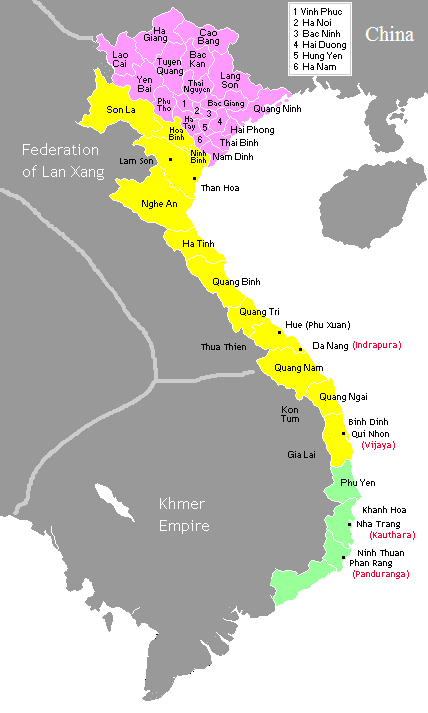
Карта вьетнамских земель около 1540 года, на которой видны северные владения Маков и южный альянс Нгуенов и Чиней.

Императоры, следовавшие за Ле Тхань Тонгом, были слабы, и после смерти Ле Тхыонг Зыка (Lê Tương Dực) в 1516 генерал Мак Данг Зунг стал активно наращивать мощь. В 1520 году, испугавшись его, Чини и Нгуены покинули Ханой (в то время носивший название Донгдо (Đông Do) вместе с молодым императором Ле Тьеу Тонгом. Это стало началом гражданской войны между Маками и проимператорскими силами. Первые сражения прошли в провинции Тханьхоа, родовых владениях Чиней и Нгуенов. Спустя несколько лет военных действий Ле Тхань Тонг был убит союзниками Мак Данг Зунга в 1524 году. Вскоре после этого Мак смог уничтожить всех основных предводителей сопротивления, однако это была лишь первая стадия войны: в 1527 году Мак Данг Зунг узурпировал трон, убив марионеточного императора Ле Кунг Хоанга и начав династию Мак. Чини и Нгуены вместе противостояли Макам; командиром второго восстания стал Нгуен Ким. Его дочь вышла за молодого командира Чиней, Чинь Кьема (Trịnh Kiểm). Через пять лет все земли к югу от Красной реки контролировала армия Нгуенов и Чиней, хотя к тому моменту ей не удалось взять Ханой.
Войска Нгуен Кима и Чинь Кьема захватили летний дворец и короновали собственного марионеточного правителя, Ле Чанг Тонга (Lê Trang Tông), в 1533 году. Эта дата является началом царствования династии поздних Ле.
Война продолжалась до тех пор, пока официальная делегация из минского Китая не вынесла вердикт: правление Маков незаконно. С севера на их владения выдвинулась огромная армия. Хотя Мак Данг Зунгу удалось убедить Мин не уничтожать его царство, ему пришлось признать императора Ле и перестать претендовать на южные земли. Союз Нгуенов и Чиней не принял Маков как владельцев севера страны, война продолжилась. В 1541 году Мак Данг Зунг умер.

## Клан Чинь захватывает власть
В 1545 году Нгуен Ким был убит человеком Маков. Чинь Кьем воспользовался этим для того, чтобы утвердиться на посту главного в объединённой армии. Чини захватывали всё новые земли с 1545 (номинально борясь от имени Ле).
У Кима было два сына: младший, Нгуен Хоанг (Nguyễn Hoàng), стал командовать южными новыми провинциями в 1558. Следующие 255 лет этими землями правили он и его потомки. В 1570 году Чинь Кьем умер, его место занял старший сын, Чинь Тунг (Trịnh Tùng). Тунг был решительным военачальником; он захватил Ханой в 1572, однако император Мак Мау Хоп вернул город через год. Война шла вяло на протяжении двух десятилетий, Чини постепенно наращивали мощь, а Маки слабели. В 1592 Чинь Тунг отправил большую армию на захват Ханоя, и на этот раз ей удалось схватить и казнить императора Маков. Оставшиеся силы новой династии постепенно потерпели поражения от союзной армии.
Со временем Нгуен Хоанг всё сильнее закреплялся на своих землях, становился всё более и более независимым. С окончательным завоеванием севера нгуенская независимость стала всё больше досаждать Чиням. В 1600 году после коронации нового императора, Ле Кинь Тонга (Lê Kinh Tông), Нгуен Хоанг прекратил контакты с чиньским двором, хотя он и признавал императора.

## Война Нгуенов и Чиней

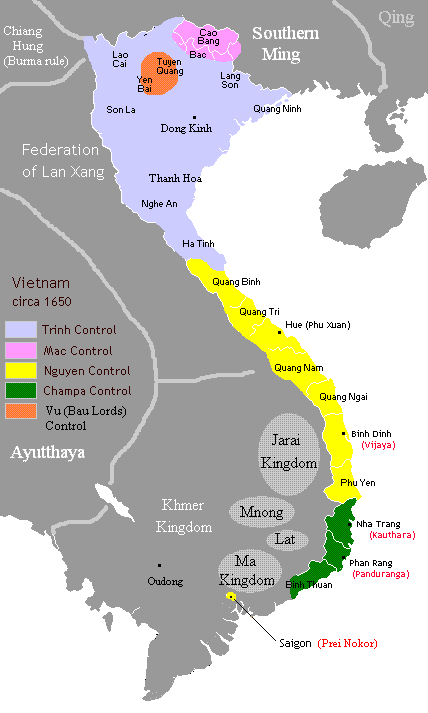
Карта Вьетнама, изображающая примерные зоны влияния Чиней, Нгуенов, Маков и Тямпы к 1640 году

В 1620 году, после коронации очередного марионеточного императора, Ле Тхан Тонга (Lê Than Tông), новый военачальник Нгуенов, Нгуен Фук Нгуен (Nguyễn Phúc Nguyên), отказался отправлять налоговые отчисления в Донгдо. В 1623 году Чинь Тунг умер, главой рода стал его старший сын, Чинь Чанг (Trịnh Tráng). Между Чинями и Нгуенами росла напряжённость, вылившаяся в 1627 году в вооружённый конфликт.
Хотя у Чиней было больше земель, Нгуены имели ряд преимуществ: они почти не отправляли на север отрядов; успешно контактировали с европейцами (португальцами), благодаря чему смогли создавать более совершенные пушки; удачным было и географическое расположение — приграничные равнины, подходящие для боевых действий, были очень узки, горы доходили на границе почти до океана.
После того, как Нгуены четыре месяца отбивали первую волну нападающих, они возвели двойную стену укреплений от океана до холмов. Стены располагались к северу от Хюэ, между реками Нятле и Хыонг. Стены были примерно 6 метров высотой и 11 километров в длину. Нгуенское войско обороняло эти укрепления с 1631 по 1673, когда чиньский предводитель Чинь Так (Trịnh Tạc) заключил с Нгуен Фук Таном (Nguyễn Phúc Tần) мир.

## Мирный период
Чини правили довольно успешно, создавая видимость сильного императора на троне, однако решение, кто будет следующим монархом, принимали именно они. В отличие от Нгуенов, ввязывавшихся в войны с Кхмерской империей и Сиамом, им удавалось поддерживать мир с соседями. В 1694 году Чини вступили в войну с Лаосом, в которой кроме лаосских группировок принимала участия сиамская армия. Десятилетие спустя был заключён шаткий мир, и три лаосских княжества стали платить Вьетнаму и Сиаму дань. Чинь Кан (Trịnh Căn) и Чинь Кыонг (Trịnh Cương) начали несколько реформ, проведение которых усилило государственную власть, а вместе с ней и недовольство народа. За годы неумелого правления Чинь Зянга (Trịnh Giang) участились крестьянские восстания. Основной проблемой был недостаток пахотных земель, а Чинь Зянг её только усугубил. Правление следующего князя, Чинь Зоаня (Trịnh Doanh), было заполнено подавлением восстаний и установлением мира.

## Восстание Тэйшонов
Долгий мир окончился вместе с восстанием Тэйшонов на юге. Тэйшонское восстание воспринималось Чинями как возможность избавиться от Нгуенов на юге. Недостаток людей заставил Нгуенов дать власть 12-летнему мальчику, при котором регентствовал коррумпированный Чыонг Фук Лоан (Trương Phúc Loan). Используя злые намерения регента как предлог, Чиньская армия вошла на земли Нгуенов в 1774 году. Армия Чинь Шама (Trịnh Sâm) смогла сделать то, чего доселе никому не удавалось, — завоевать Фусуан (Phú Xuân, современный Хюэ), в начале 1775 года.
Чиньская армия продолжила путь на юг, однако после столкновения с Тэйшонами противники заключили пакт о ненападении, позволивший Тэйшонам завоевать все земли Нгуенов. Князья Нгуен отступили в Сайгон, но в 1776 году он также был взят, а Нгуены едва не уничтожены. Однако Тэйшоны не собирались становиться слугами Чиней, и, спустя десятилетие, главный из братьев Тэйшонов, Нгуен Хюэ (Nguyễn Huệ), пошёл войной на север в 1786 году.
Сами Чини к тому моменту были разделены борьбой за власть после смерти Чинь Шама в 1782 году. Чиньская армия сдалась. Чинь Кхай (Trịnh Khải) бежал вместе с войском, был пойман повстанцами-крестьянами и совершил самоубийство. Последний император династии Ле, Ле Тьеу Тонг, бежал в Китай, где подал императору Цяньлуну прошение о помощи в борьбе против восставших крестьян. Китай отправил большое войско для восстановления власти Ле, занявшее Тханглонг в 1788 году. Последний чиньский князь, Чинь Бонг (Trịnh Bong), был де-факто правителем страны, однако Нгуен Хюэ, как и Ле Лою, удалось нанести китайской армии сокрушительное поражение. После их отступления Нгуен Хюэ под именем Куанг Чунг стал править объединённым Вьетнамом. Семья Ле бежала на север вместе с Чинями.

## Отношения с иностранцами

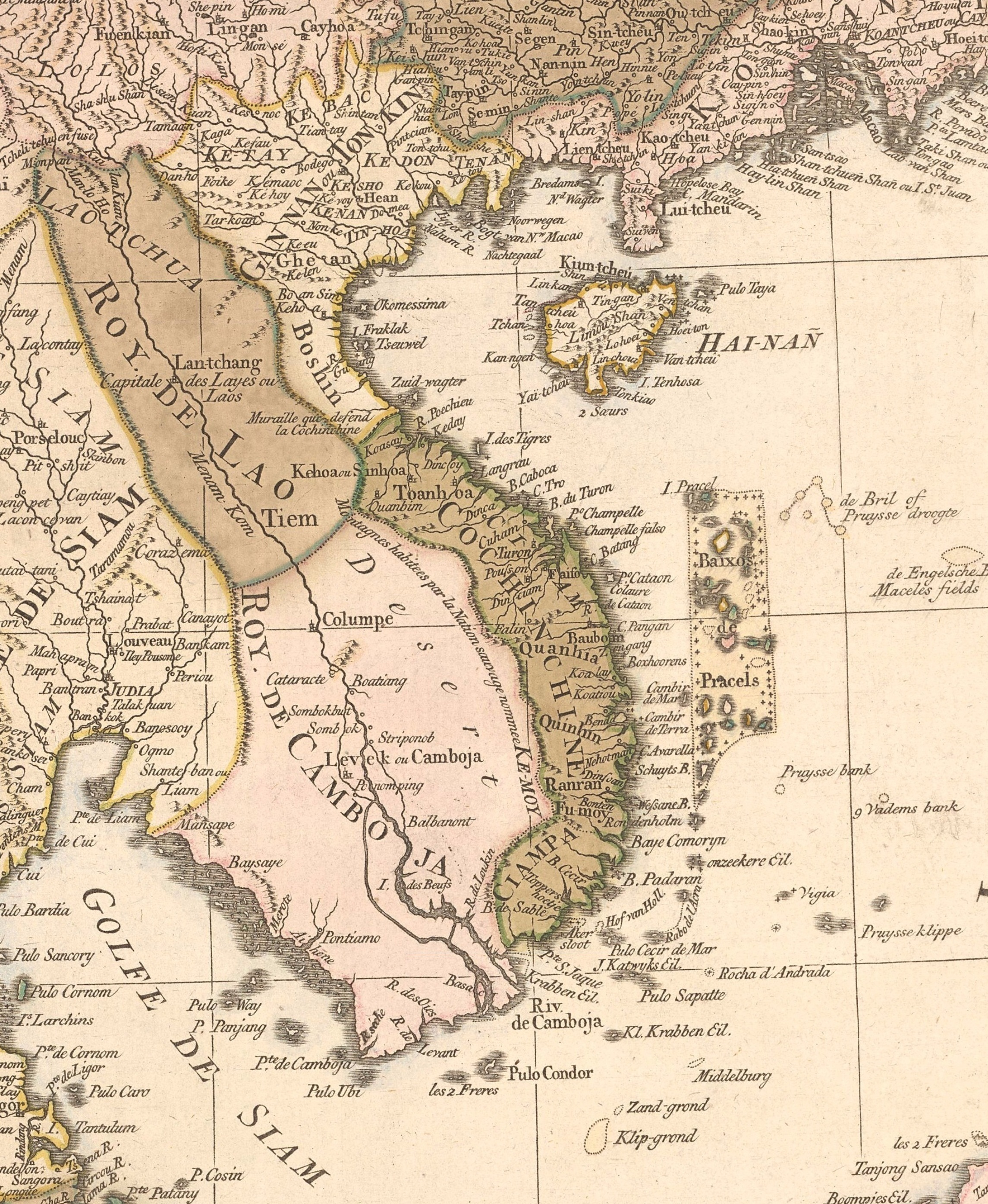
Карта Вьетнама XVIII века, опубликованная в Амстердаме ок. 1760 года.

В 1620 году французский иезуит Александр де Род прибыл в контролируемую Чинями часть Вьетнама в составе миссии, основавшейся при дворе в Ханое в 1615. Александр был важным звеном для связи с Европой. Он смог найти тысячи новых сторонников, создал вьетнамскую письменность на основе латиницы и построил несколько церквей. Тем не менее, в 1630 новый чиньский князь Чинь Чанг решил, что Александр представляет значительную угрозу стране, и вынудил его уехать. С того момента Чини периодически с переменным успехом начинали гонения на христианство.
После того, как Нгуены стали успешно использовать европейские пушки, Чини заключили договор с голландскими, а позже и немецкими поставщиками артиллерии, основавшими торговые посты в Ханое. Торговля сперва процветала, но после окончания войны в 1673 нужда в европейском оружии стала быстро сходить на нет. К 1700 году голландские и английские торговые посты закрылись.
Чини были осторожнее Нгуенов в отношении минского Китая. В отличие от Нуенов, они не принимали беженцев, и, когда Китай завоевали маньчжуры, Чини стали относиться к ним как к новым императорам, платя дань и признавая их власть. Маньчжуры дважды вторгались во Вьетнам, в 1537 и в 1788 годах. Оба раза армии приходили в ответ на прошения императоров Ле — и оба раза вторжения были безуспешны.

## Мнения историков
Князья Чинь были, по большей части, умны, талантливы, трудолюбивы и жили долго. Необычное двойное правление, появившееся у них за два века, было творческим ответом на внутренние и внешние препятствия к правлению. Тем не менее, им недоставало как силы, так и морального авторитета для разрешения противоречий, унаследованных от системы царствования без правления.
Оригинальный текст (англ.)The Trịnh Lords were, for the most part, intelligent, able, industrious, and long-lived rulers. The unusual dual form of government they developed over two centuries was a creative response to the internal and external obstacles to their rule. They lacked, however, both the power and the moral authority to resolve the contradictions inherent in their system of ruling without reigning.
— Encyclopedia of Asian History, «The Trịnh Lords»

Кажется, что Чини растеряли почти всю популярность за вторую половину XVIII века. Пока Нгуены (по крайней мере, Нгуен Ань) наслаждались огромной поддержкой в период попыток восстановить власть на юге, с тех пор, как Тэйшоны захватили власть, такого уровня поддержки у Чиней не было.
Оригинальный текст (англ.)It does seem the case that the Trịnh had lost nearly all popularity in the last half of the 18th century. While the Nguyễn Lords, or at least Nguyễn Anh, enjoyed a great deal of support — as his repeated attempts to regain power in the south show — there was no equivalent support for the Trịnh in the north after the Tây Sơn took power.
— Vietnam, Trials and Tribulations of a Nation D. R. SarDesai, pg. 39, 1988